# 국가문화유산포털
국가유산포털(Korea Heritage Service Online)은 국가유산 정보를 한곳에 모아 볼 수 있는 통합검색 서비스를 제공하고 있으며, 주요서비스는 국가 및 시도 지정유산, 국가 및 시도등록유산, 기록유산, 3D, 영상 등 디지털 콘텐츠와 박물관 소장유물 등 약 300만건의 국가유산정보를 제공하는 종합정보시스템이다. (2024.5월 국가문화유산포털이 국가유산포털로 서비스 명칭이 변경됨)

## 배경
국가유산포털은 2000년 정보통신부가 수립한 <국가문화유산 정보화전략계획(2002~2006)>에 근거하여 진행되었다. 총 예산은 132억원이며, 1차 사업에서는 25개 박물관 소장 유물 24만여건에 대한 정보를 구축했고, 2차 사업에서는 15개 박물관, 유물 11만여건의 정보를 추가했다.